# Stefanie (Film)
Stefanie ist eine deutsche Filmkomödie und ein Liebesfilm des ungarischen Regisseurs Josef von Báky aus dem Jahr 1958. Die Literaturverfilmung basiert auf dem Roman Stefanie – oder die liebenswerten Torheiten der Schriftstellerin Gitta von Cetto. In der Hauptrolle verkörpert Sabine Sinjen die Vollwaise Stefanie, die gemeinsam mit ihren beiden Brüdern aufwächst.

## Handlung
Stefanie Gonthar wächst gemeinsam mit ihren Brüdern Hannes und Andreas nach dem Unfalltod ihrer Eltern als Waisenkind auf. Während Hannes, ein erfolgreicher Architekt, für den Lebensunterhalt der Geschwister sorgt, lebt Andreas manchmal über seine Verhältnisse und bedient sich des Öfteren gerne aus der gemeinsamen Kasse, um der schönen Sonja zu gefallen, in der er sich verliebt hat.
Stefanie lebt ihrerseits ein quirliges Leben und verliebt sich im Alter von 16 Jahren in den doppelt so alten Frauenheld Pablo Guala, der ein Geschäftspartner ihres Bruders Hannes ist. Pablo ist Stefanies Annäherungsversuchen zwar nicht abgeneigt, widersteht jedoch der Versuchung und schickt sie zurück nach Hause. Das kommt ihrem Bruder Hannes entgegen, denn auch er ist der Ansicht, dass sich seine Schwester nicht ausgerechnet in seinen Geschäftspartner verlieben soll, der noch dazu ihr Vater sein könnte. Wieder zu Hause angekommen, unternimmt Stefanie jedoch weitere Versuche, sich dem attraktiven Argentinier zu nähern.

## Produktionsnotizen
Die Dreharbeiten begannen im August des Jahres 1958 und endeten im darauffolgenden Monat. Karl Reiter war der Standfotograf, Heinrich Weidemann assistierte Fritz Maurischat bei der Konstruktion der Filmbauten. Heinz Garbowski war für die Tonaufnahmen zuständig, und Ottokar Runze assistierte Josef von Báky bei seiner Regiearbeit. Robert Leistenschneider leitete die Aufnahme.

## Erscheinungstermine und abweichende Filmtitel
Stefanie wurde am 23. Oktober 1958 in Hannover, im Theater am Kröpcke uraufgeführt. Weitere Erscheinungstermine (im Ausland) waren der 30. Januar 1959 in den Niederlanden, der 25. März 1959 in Frankreich, der 4. Mai 1959 in Schweden (dort unter dem Titel Förälskad i maj), der 17. Juni 1959 in New York City, der 18. Juni 1959 in Italien, der 4. Juli 1959 in Japan, der 22. Januar 1960 in Finnland (dort unter dem Titel Steffi), der 14. April 1960 in Hongkong, der 28. November 1960 in Dänemark (dort unter dem Titel Stefanie – så ung og så forelsket) und der 17. August 1961 in Mexiko (dort unter dem Titel Ingenua enamorada). In Portugal kam der Film unter dem Titel Querida Stefanie in die Kinos, in Spanien unter dem Titel Estefania und in Griechenland unter dem Titel Xypnise mesa tis o erotas.

## Rezeption
Das Lexikon des internationalen Films bescheinigt dem Film eine „... unterhaltsame, romantische Liebeskomödie nach dem Muster von Großmutters Backfischromanen.“ zu sein. Stefanie hatte einen großen Erfolg in den Kinos und wurde 1960 unter dem Titel Stefanie in Rio fortgesetzt.